# Niltava oatesi
Niltava oatesi — вид горобцеподібних птахів родини мухоловкових (Muscicapidae). Раніше вважався підвидом вогнистої нільтави, однак був визнаний окремим видом в 2021 році.

## Поширення і екологія
Niltava oatesi поширені від східних Гімалаїв до центрального Китаю, гніздяться в горах, а взимку мігрують в долини. Вони живуть в гірських тропічних лісах. Зустрічаються на висоті від 750 до 2565 м над рівнем моря.